# جيش التحرير الأوكراني
جيش التحرير الأوكراني ( (بالأوكرانية: Українське Визвольне Військо, УВВ)‏ منظمة تم إنشاؤها عام 1943،  حيث قدمت اسمًا جماعيًا لجميع الوحدات الأوكرانية التي خدمت مع الجيش الألماني خلال الحرب العالمية الثانية. تشكيل واحد بهذا الاسم غير موجود. تم استخدام تسمية القوميين الأوكرانيين في إشارة إلى عدد من الشركات المحلية و Ostbataillonen من هيوي المتطوعين الراغبين في تحرير أراضيها من الحكم السوفيتي. وكان من بين هؤلاء أسرى الحرب الأوكرانيين المجندين في الجيش الأحمر. نواة جيش التحرير الذي يرتدي شارة УВВ على الأكمام (يمين، منذ عام 1945) نشأت من الفرقة 14 Waffen Grenadier التابعة لجيش أس أس (الأوكرانية الأولى) التي أعيد تنظيمها في أبريل 1945 إلى الجيش الوطني الأوكراني (UNA) النشط حتى استسلام ألمانيا في مايو 1945.

## أمر
تتألف القوات الأوكرانية من عدد يقدر بـ 180،000 متطوع يعملون مع وحدات منتشرة في جميع أنحاء أوروبا.
في أبريل 1945، تم دمج العديد من بقايا الجيش في الجيش الوطني الأوكراني المشكل حديثا بقيادة الجنرال بافلو شاندروك، تم حله في مايو 1945.